# الشمال القديم

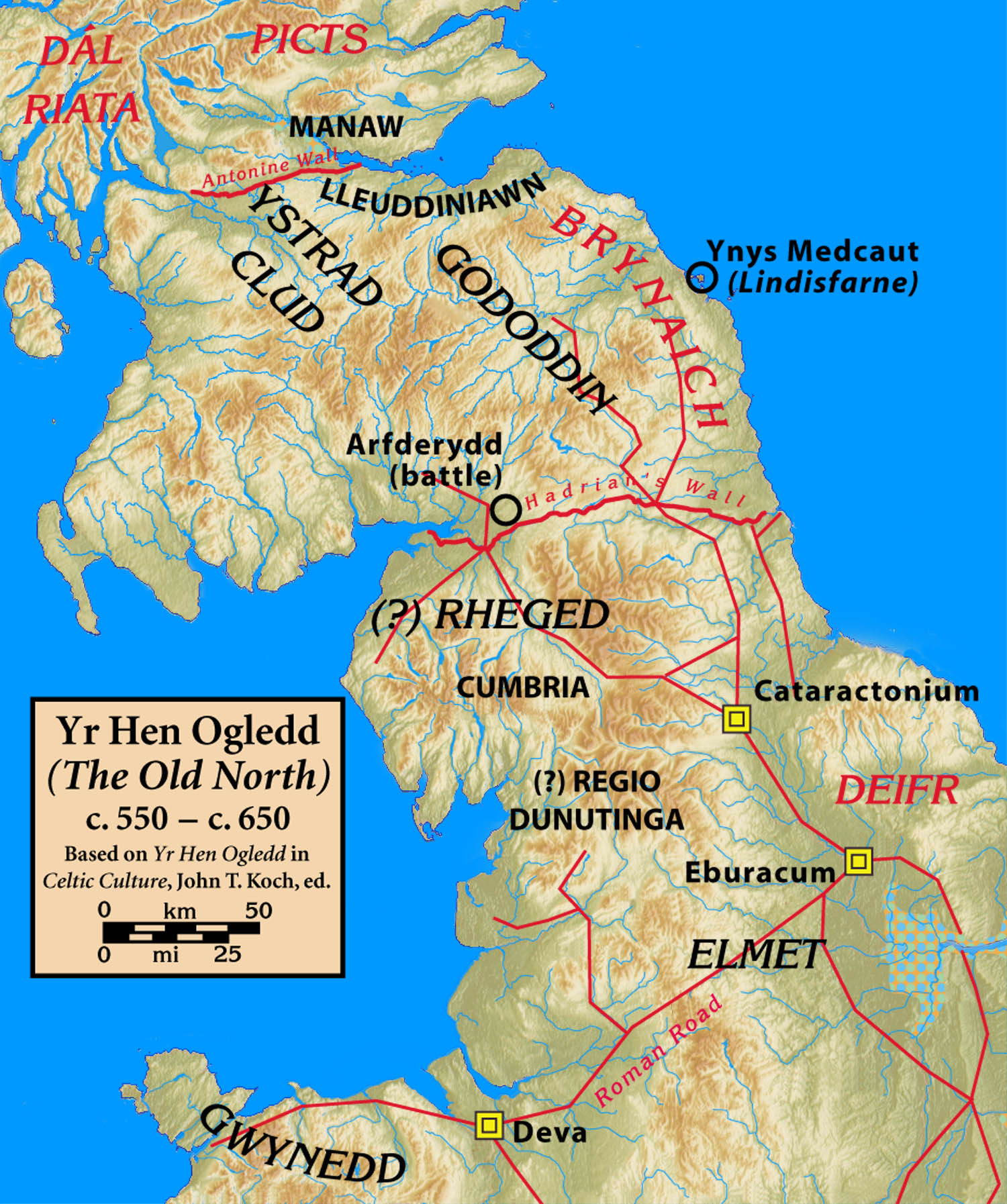

الشمال القديم (Hen Ogledd هين اوجليد بالويلزية) باللغة الإنجليزية الشمال القديم، هي منطقة إنجلترا الشمالية ومنطقة الأراضي المنخفضة الاسكتلندية الجنوبية التي يسكنها البريطانيون السلتيون لبريطانيا شبه الرومانية في  أوائل العصور الوسطى.  تحدث سكانها مجموعة متنوعة من اللغة البريطانية المعروفة باسم كومبرك.
كان الشمال القديم متميزًا عن أجزاء من بريطانيا التي يسكنها كل من البيكتيون وانجلوسكسونيون وسكوتي (غايل) وكذلك من ويلز، على الرغم من أن سكان الشمال القديم  كانوا نفس المخزون البريطاني مثل البيكتيون والويلزية والكورينش  ومنطقة كبيرة في الأدب الويلزي والتقاليد لعدة قرون بعد أن اختفت ممالكها
الممالك الكبرى في الشمال القديم كانت ايلميت في غرب يوركشاير.  جودوديان في لوثيان والحدود الاسكتلندية؛ ريجيد، تتمركز في غالاوي ومملكة ستراثكلايد، وتقع حول فيرث كلايد. الممالك أو المقاطعات الأصغر شملت إيرون، كالتشفينيد، إيدين، لودينياون، وماناو جودودين؛  الثلاثة الأخيرة كانت بوضوح أجزاء من جودودين.  كان لممالك زاوية ديرة وبرينسيا أسماء مشتقة من البريطانية السلتية، مما يشير إلى أنهما قد يكونا ممالك بروتونية في الأصل.  تم غزو جميع ممالك الشمال القديم باستثناء ستراثكلايد من قبل الأنجلو سكسونيين وبيكتس بحوالي 800 ؛  تم دمج ستراثكلايد في مملكة اسكتلندا الناطقة بالشرق الأوسط في القرن الحادي عشر.
وظل تراث الشمال القديم قوياً في ويلز.  تضمنت الويلزية تقليد الأنساب من رجال الشمال، والعديد من السلالات الويلزية الهامة تتبع نسبهم إليها.  نُسب عدد من النصوص الويلزية المبكرة المهمة إلى رجال الشمال، مثل تالييسن، انيرين، ميردين البرية، وشعراء سينفرد.  أبطال الشمال، مثل أورين وأوين ماب أورين وكويل هين وأحفاده يبرزون في شعر ويلز والثالوث الويلزية.

## الخلفية التاريخية والاجتماعية
لا يعرف أي شيء تقريبًا عن بريطانيا الوسطى قبل القرن 550. لم تكن هناك فترة من السيطرة الرومانية الفعلية طويلة الاجل إلى الشمال من خط تاين سولواي، وإلى الجنوب من ذلك الخط، كانت السيطرة الرومانية الفعلية قد انتهت قبل وقت طويل من التاريخ المحدد لرحيل الجيش الروماني من بريطانيا الرومانية عام 407. وقد لوحظ في كتابات أميانوس مارسيليانوس وآخرين أنه كان هناك تناقص دائم في السيطرة الرومانية من حوالي 100 بعد الميلاد، وفي السنوات التي تلت 360 كان هناك اضطراب واسع النطاق وهجر دائم على نطاق واسع للأراضي من قبل الرومان.
بحلول عام 550، كانت المنطقة تسيطر عليها شعوب ناطقة باللغة البريتونية باستثناء المناطق الساحلية الشرقية، التي كان يسيطر عليها الشعوب الأنجليكانية في بيرنيكيا وديرة. إلى الشمال، كان البكتيون (أصبح الآن مقبولًا أيضًا كمتحدثين بروتونيين قبل الغاليلية) مع مملكة غايل من دالريادا في الشمال الغربي.  كل هذه الشعوب ستلعب دورًا في تاريخ الشمال القديم.

## السياق التاريخي
من وجهة نظر تاريخية، كانت الحروب غالبًا ما تكون حتمية، وكان البريطانيون معتدون وكذلك مدافعين، كما كان الحال أيضًا مع الزوايا  والبيكتات والغايلز. ومع ذلك، فإن تلك القصص الويلزية عن الشمال القديم التي تحكي عن قتال البريطانيين.  أنجليان لديه نظيره، وقال من الجانب الآخر. قصة زوال ممالك الشمال القديم هي قصة صعود مملكة نورثمباريا من مملكتين ساحلتين لتصبح القوة الأولى في بريطانيا شمال هامبر وجنوب فيرث كلايد وفيرث أوف فورث.
لم تقتصر مصالح الممالك في هذا العصر على جوارها المباشر.  لم تتم التحالفات فقط داخل نفس المجموعات العرقية، ولم تكن العداوات مقتصرة على المجموعات العرقية المختلفة القريبة.  قاتل تحالف من البريطانيين ضد تحالف آخر من البريطانيين في معركة افريديد. آيدن ماك جابرين من دالريادا يظهر في سادة رجال الشمال، وهو علم الأنساب بين سلالات رجال الشمال.  يذكر تاريخ بريتوريا أن أوسويو، ملك نورثومبريا، تزوج من بريطاني قد يكون له بعض أصول بيكتية. الزواج بين العائلات المالكة من الشمال البومبوتيك والمنتخب من شأنه أن يُنتج الملك البكتشي تالوكران. ايدن ماك جبرين الذي قاتل كحليف للبريطانيين ضد النورثمباريان.  تحالف كأموالنا اب كادفان من مملكة غوينيد مع بيندا لهزيمة تدوين ملك نورثمباريا.
الفتح والهزيمة لا يعني ان بالضرورة إقصاء إحدى الثقافات واستبدالها بثقافة أخرى. استوعبت انجلينا نورثمباريا منطقة بريتوني في شمال غرب إنجلترا في القرن السابع، لكنها عادت إلى الظهور بعد 300 عام مع انضمام جنوب كوريا إلى شمال كمبريا (ستراثكلايد) في ولاية واحدة.

## السياق الاجتماعي
كان تنظيم «رجال الشمال» قبليًا، استنادًا إلى مجموعات القرابة من العائلات الممتدة، بسبب الولاء لعائلة «ملكية» مسيطرة، وأحيانًا بشكل غير مباشر من خلال علاقات العملاء، وتلقي الحماية في المقابل.  بالنسبة لشعب سلتيك، كانت هذه المنظمة لا تزال سارية المفعول بعد مئات السنين، كما هو موضح في قانون بريون الأيرلندي، وقوانين الويلزية للهيويل ددا، والقوانين الاسكتلندية للبريطانيين والاسكتلنديين.  كان لقانون الجرمانية الانجلوسكسونية أصول مختلفة ثقافيًا، ولكن مع العديد من أوجه التشابه مع قانون سلتيك.  مثل قانون سلتيك، كان يقوم على التقاليد الثقافية، دون أي ديون محسوسة للاحتلال الروماني لبريطانيا.
سيتم الإبقاء على محكمة ملكية أولية (الويلزية: llys) كـ «عاصمة»، لكنها لم تكن المركز الإداري البيروقراطي للمجتمع الحديث، ولا هي مستوطنة أو الحكم المدني للحكم الروماني.  وبصفته حاكماً لمملكته وحاميها، فإن الملك يحتفظ بمحاكم متعددة في جميع أنحاء إقليمه، ويسافر بينها لممارسة سلطته وتلبية احتياجات عملائه، كما هو الحال في إقامة العدل.  استمرت هذه الطريقة القديمة لإقامة العدل في جميع أنحاء إنجلترا كجزء من الإجراء الملكي حتى قامت إصلاحات هنري الثاني (حكم 1154-1189) بتحديث إدارة القانون.

## اللغة
تستخدم المنحة الحديثة مصطلح «كومبريك» للغة بريتون التي يتحدث بها الشمال القديم.  يبدو أنه مرتبط بشكل وثيق بـ الويلزية القديمة، مع بعض التباينات المحلية، وأكثر ارتباطًا بشكل كبير بالكورنيش والبريتوني والشكل الجاهلي من البيكتش.  لا توجد نصوص باقية مكتوبة باللهجة؛  الدليل على ذلك يأتي من أسماء مكتوبة وأسماء مناسبة في عدد قليل من النقوش المبكرة ومصادر لاحقة غير كومبريك، وفترتان في ‘القوانين بين بريطانيا والاسكتلنديين' ، ومجموعة من الشعر من قبل سينفيرد، «الشعراء الأوائل»، وجميعهم تقريبًا  يتعامل مع الشمال.
يعد شعر سينفيرد أكبر مصدر للمعلومات، ومن المسلم به عمومًا أن بعضًا من الجسم يتكون أولاً في الشمال القديم. ومع ذلك، فإنه لا يزال قائماً بالكامل في المخطوطات اللاحقة التي تم إنشاؤها في ويلز، وليس من المعروف كم هم مخلصون للأصول الأصلية.  ومع ذلك، تحتوي النصوص على تباينات واضحة تميز الخطاب عن اللغة الويلزية المعاصرة.  على وجه الخصوص، تحتوي هذه النصوص على عدد من الآثار القديمة - ميزات يبدو أنها كانت شائعة في جميع أصناف بريتونك، لكنها اختفت لاحقًا من اللغة الويلزية ولغات جنوب غرب بريتوني. بشكل عام، ومع ذلك،  يبدو الاختلافات طفيفة، والتمييز بين كومبريك والويلزية القديمة هو إلى حد كبير الجغرافية وليس اللغوي.
اختفى كومبريك تدريجيًا حيث تم غزو المنطقة من قِبل الأنجلو سكسونيين، ثم الاسكتلنديين والنورسيين، رغم أنهم نجوا في مملكة ستراثكلايد، المتمركزة في ألت كلوت في ما يعرف الآن بدمبارتون في اسكتلندا.  اقترح كينيث هـ. جاكسون ظهوره في كمبريا في القرن العاشر، حيث أنشأت ستراثكلايد الهيمنة على تلك المنطقة.  من غير المعروف متى انقرض كومبريك أخيرًا، ولكن تم اقتراح سلسلة أنظمة العد من أصل سلتيك المسجلة في شمال إنجلترا منذ القرن الثامن عشر كدليل على بقاء عناصر كومبريك؛ على الرغم من أن المنظر تم رفضه إلى حد كبير لأسباب لغوية، مع أدلة تشير إلى حقيقة أنه تم استيرادها إلى إنجلترا بعد عصر اللغة الإنجليزية القديمة.

## اهتمامات الويلز
واحدة من القصص التقليدية المتعلقة بإنشاء ويلز مستمدة من وصول ويلز كونيددا وأبنائه كـ «رجال الشمال».  يعتبر كونيددا نفسه منشئ السلالة الملكية لمملكة غوينيد، واحدة من أكبر وأقوى الممالك الويلزية في العصور الوسطى، ومشارك مستمر في تاريخ الشمال القديم.  كونيددا، بالمناسبة، يمثله سليل أحد جنرالات ماكسيموس، بيرتنوس، الذي عينه مكسيموس قائداً في ألت كلوت.  ومع ذلك، فإن العلاقة بين ويلز والشمال القديم أكثر جوهرية من هذا الحدث، حيث تصل إلى حد التصور الذاتي بأن الويلزية ورجال الشمال هم شعب واحد.  المصطلح الويلزي الحديث لأنفسهم، الشعب الويلزي، مستمد من هذه العلاقة القديمة.  ليس في الأصل مصطلحًا عرقيًا أو ثقافيًا، ويشير بالمعنى الحديث فقط إلى ويلز في ويلز ورجال الشمال الناطقين باللغة البريتونية. ومع ذلك، فإن هذا هو رد الفعل من كومبرجوي القديمة، والتي تعني ببساطة «مواطنون زميلون، الكلت»، وتجدر الإشارة إلى أنه لا يزال لدى برايتون نظيره كنفرويز هذا المعنى الأصلي «مواطنون».  بدأت الكلمة تستخدم كأسماء مستعارة من قبل البريطانيين الشماليين في أوائل القرن السابع (وربما في وقت سابق)، واستخدمت في العصور الوسطى لوصف كل من مملكة ستراثكلايد (الدولة الخلف لاستراد كلود، والمعروفة  مثل شمال كومبريا، التي ازدهرت ما بين 900-1100) وغرب إنجلترا شمال مصب ريبل (جنوب كومبريا).  قبل هذا، ولعدة قرون بعد ذلك، كان المصطلح التقليدي وكذلك الأدبي أكثر هو بريتون، وهو يعيد النظر إلى الوقت الأقدم عندما ظلت كل الكلت في الجزيرة وحدة.  يبقي الشعب الويلزي اليوم بالاسم الأصلي لويلز (ويلز، أرض)، وفي اسم المقاطعة الإنجليزية كمبريا، كلاهما يعني «الوطن»، «الوطن الأم».
يُعتقد أن العديد من المصادر التقليدية للمعلومات عن الشمال القديم قد أتت إلى ويلز من الشمال القديم، ويعتقد أن بعض الشعراء مثل انيرين (المؤلف المشهور لـ واي جدوديان) كانوا شعراء البلاط في الشمال القديم.  تُعتبر هذه القصص والشعارات أقل من الويلزية من القصص والشخصيات التي كانت في الواقع من ويلز.